# أنسون ويكس
أنسون ويكس (بالإنجليزية: Anson Weeks)‏ هو قائد فرقة ‏ وملحن وموسيقي أمريكي، ولد في 14 فبراير 1896 في أوكلاند في الولايات المتحدة، وتوفي في 7 فبراير 1969 في ساكرامنتو في الولايات المتحدة.

## وصلات خارجية
- أنسون ويكس على موقع IMDb (الإنجليزية)
- أنسون ويكس على موقع ديسكوغز (الإنجليزية)
- أنسون ويكس على موقع قاعدة بيانات الفيلم (الإنجليزية)